# Sidonio Pintado Arroyo
Sidonio Pintado Arroyo (Villanubla, Valladolid, 24 de gener de 1886 - Tarragona, 30 de maig de 1939) va ser un mestre i esperantista espanyol afusellat a la Guerra Civil.
Sidonio Pintado va ser mestre a diversos pobles de Burgos, Biscaia, Valladolid i Palència, així com a Madrid. Va estar molt lligat a diversos moviments de regeneració de l'ensenyament i de renovació pedagògica. Així, va traduir al castellà diverses obres de pedagogs com Ovide Decroly o Gerard Boon. Va intervenir en el desenvolupament de colònies escolars i en l'educació de cecs i sords. Va col·laborar també en la vida social i política del país, ocupant càrrecs administratius en òrgans sempre relacionats amb l'educació. En aquestes tascques va conèixer Miguel de Unamuno. També va publicar articles sobre molts temes relacionats amb la nova escola, com els centres d'interès i la lectura ideovisual. Va destacar pel seu europeisme i per la seva defensa de l'educació pública, obligatòria i gratuïta.
També va ser internacionalista, participant activament en la promoció de la llengua auxiliar internacional esperanto. Des de jove va ser membre de l'Associació Mundial d'Esperanto. Va escriure nombrosos articles sobre l'idioma, tant de propaganda com de descripció d'activitats relacionades amb aquesta llengua. També va tenir contactes professionals a través de l'esperanto, entre d'altres amb el destacat pedagog Pierre Bovet, i això li va permetre informar d'iniciatives pedagògiques en altres països, que després va plasmar en articles en diaris i revistes. El 1925 va ser un dels fundadors de l'Associació Espanyola d'Esperanto, arribant a ser-ne el president, en substitució de Julio Mangada.
Al començar la guerra civil va anar a viure amb la seva família a Cambrils. Allà va ser el responsable de les colònies dels nens madrilenys que hi havien arribat refugiats. També donava classes particulars a nens i nenes i va impulsar també una escola per analfabets. L'11 de febrer de 1939 va ser detingut i va ser portat primer a la presó preventiva de Reus i, posteriorment, a la presó provincial de Tarragona, coneguda com a torre del Pretori o torre de Pilats. Després d'un judici sumaríssim va ser condemnat a mort i afusellat a la muntanya de l'Oliva de Tarragona el mes de maig. La seva tomba no ha estat mai trobada.
És el pare de Pablo Pintado, un reconegut arquitecte, autor del Palau de Congressos de l'avinguda Castellana de Madrid.